# Argia harknessi
Argia harknessi là một loài chuồn chuồn kim trong họ Coenagrionidae.
Argia harknessi is in 1899 voor het eerst wetenschappelijk beschreven door Calvert.